# Samengesteld oog

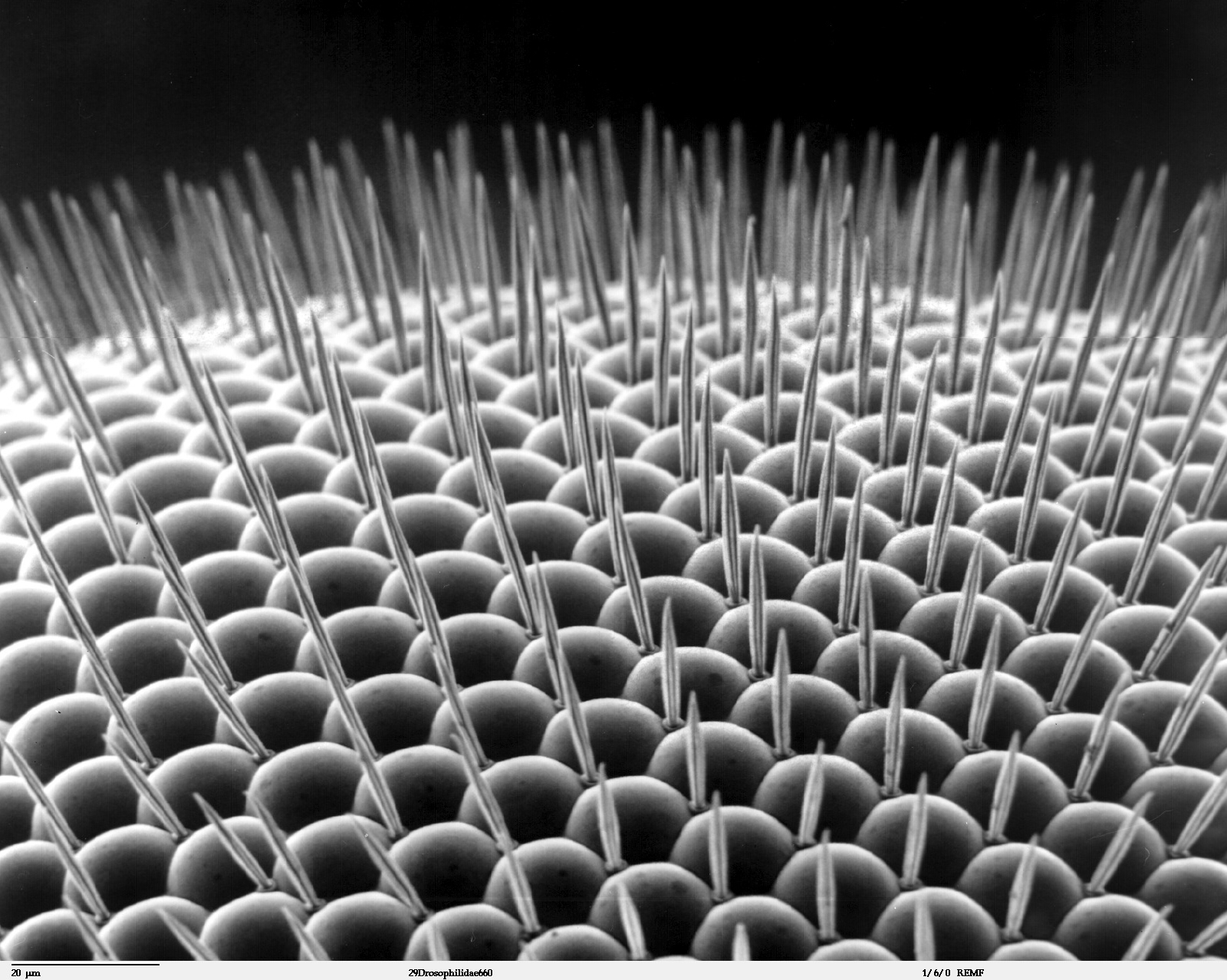
Samengesteld oog van een fruitvliegje.

Een samengesteld oog of facetoog is een oogsoort die bij insecten en andere geleedpotigen voorkomt.
Een facetoog bestaat uit tientallen tot tienduizenden (bijvoorbeeld bij libellen), nagenoeg identieke lichtdetectors (ommatidia, ook facetten of deelogen) die naast elkaar liggen, en samen ongeveer een deel van een bol vormen.
Er zijn minstens twee soorten samengestelde ogen. In het ene type facetoog is ieder deeloogje voorzien van eigen lichtgevoelige cellen, en goed voor één "pixel" (beeldeenheid). In het andere type valt licht door de lens van een deeloogje ook op de lichtgevoelige cellen van een naastliggend deeloogje. Zo vormt het insect zich een beeld van dat deel van de omgeving waar de lichtopeningen van de afzonderlijke oogfacetten naartoe wijzen.
Goed ontwikkelde facetogen komen vooral voor bij insecten die op zicht jagen, en bij snelle vliegers die voldoende moeten kunnen zien om obstakels te ontwijken: libellen, vliegen en sommige soorten kevers.
Naast facetogen hebben veel insecten ook enkelvoudige ogen of  ocelli waarvan de functie nog niet is opgehelderd; voor de beeldvorming lijken ze vaak overbodig.

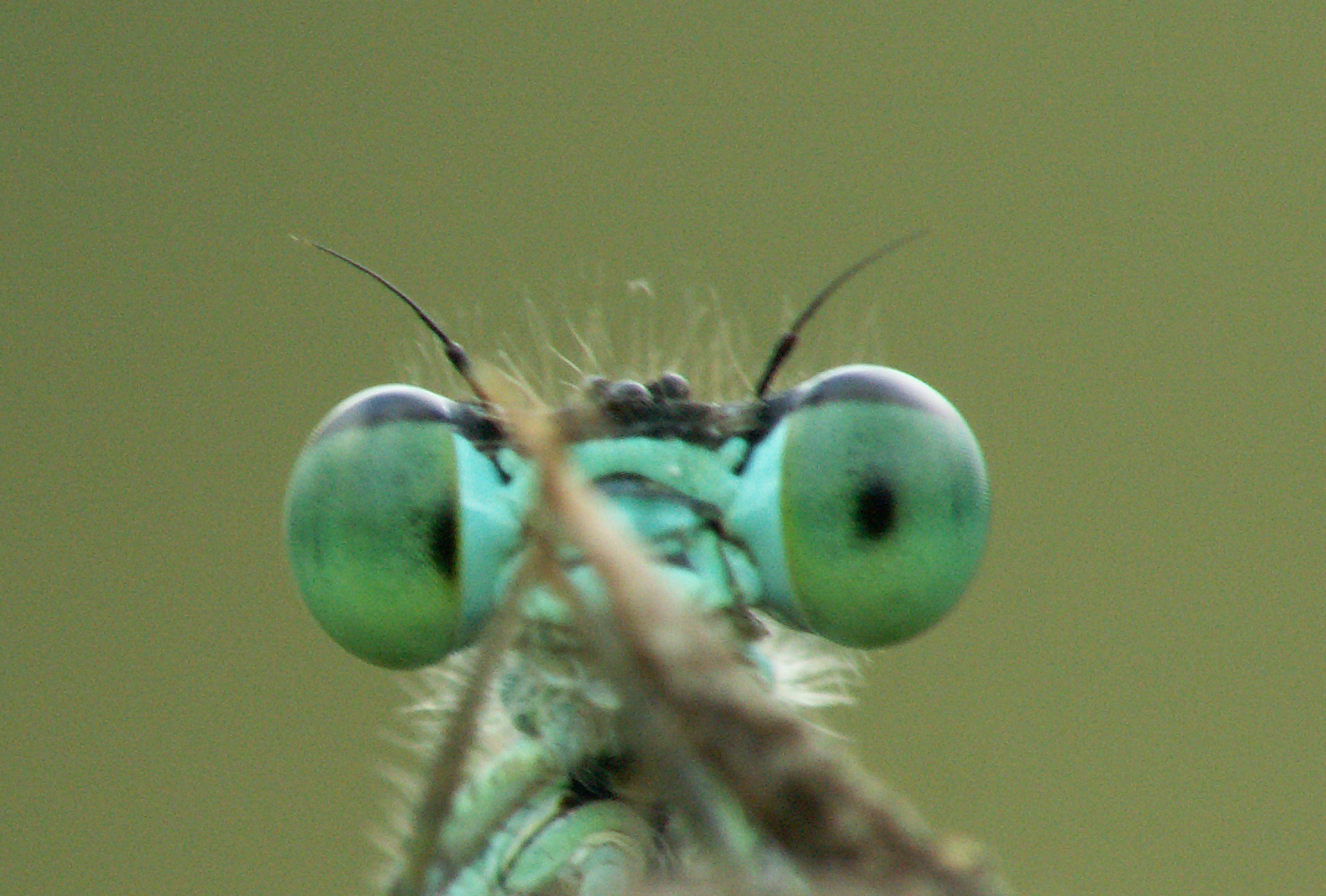
Links en rechts de facetogen en in het midden drie zwarte knopjes, de ocelli.